# Breckland
Breckland es un distrito no metropolitano ubicado en el condado de Norfolk (Inglaterra). 

## Geografía
Según la Oficina Nacional de Estadística británica, Breckland tiene una superficie de 1305,12 km². Limita con otros cuatro distritos de Norfolk: al norte con North Norfolk, al este con Broadland y South Norfolk y al oeste con King's Lynn and West Norfolk, mientras que al sur linda con el condado de Suffolk.

## Historia
El distrito fue creado por la Ley de Gobierno Local de 1972, que entró en vigor el 1 de abril de 1974, como una fusión del municipio de Thetford y los distritos rurales de East Dereham, Swaffham, Wayland y Mitford and Launditch.